# Gottlob Friedrich Federer
Gottlob Friedrich Federer (* 12. Dezember 1799 in Stuttgart; † 5. Mai 1883 ebenda) war ein württembergischer liberaler Politiker zur Zeit der Märzrevolution.

## Leben
Nach einer kaufmännischen Lehre wurde Friedrich Federer 1823 Teilhaber im Bank- und Handlungshaus seines Vaters Andreas Gottlob Federer in Stuttgart.
Von 1845 bis 1849 gehörte er der württembergischen Kammer der Abgeordneten als oppositioneller Abgeordneter an. Im Oktober 1847 war er Teilnehmer an der Heppenheimer Tagung, bei der Stuttgarter Volksversammlung am 17. Januar 1848 gehörte er zu den Hauptrednern. Im März des gleichen Jahres nahm er am Vorparlament teil. Vom 1. September 1848 bis zum Bruch des Rumpfparlaments mit den württembergischen Liberalen am 9. Juni 1849 gehörte er der Frankfurter Nationalversammlung als Abgeordneter für Stuttgart an und war hierbei Mitglied der Kaiserdeputation, die Friedrich Wilhelm IV. im März 1849 die deutsche Kaiserkrone anbot. Federer zählte in der Paulskirche zur Fraktion Westendhall.
In den 1850er Jahren wurde Federer belgischer Konsul in Württemberg, 1866 war er Gründungsmitglied der Deutschen Partei in Württemberg. 1864 trat er in Ruhestand.